# بيرسي ستوري
بيرسي ستوري (بالإنجليزية: Percy Storey)‏ هو لاعب اتحاد الرغبي نيوزلندي، ولد في 11 فبراير 1897 في Temuka ‏ في نيوزيلندا، وتوفي في 4 أكتوبر 1975 في تيمارو ‏ في نيوزيلندا.